# Anacrouse

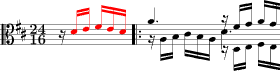
Début de Valet will ich dir geben, BWV 736. L'anacrouse est notée en rouge.

En musique, une anacrouse (ou levée) est une note ou un ensemble de notes précédant le premier temps fort d'une phrase musicale.

## Théorie de la musique
L'anacrouse est placée avant la première mesure complète d'un morceau. Elle peut être partie intégrante de la mélodie, comme les trois premières notes des couplets de La Marseillaise (« anacrouse intégrante »), ou extraite de l'accompagnement harmonique, comme la mise en arpège du premier accord, ou rythmique avec une courte levée de batterie donnant l'impulsion de départ (« anacrouse accessoire »).
Dans les morceaux qui commencent par une anacrouse, la dernière mesure est parfois incomplète, et forme le complément de l'anacrouse : le nombre de temps de l'anacrouse et le nombre de temps de la dernière mesure, additionnés, constituent une mesure complète.

## Historiquement
Dans la musique baroque, l'allemande et la courante commencent par une anacrouse.